# Gellért Endre
Gellért Endre (Budapest, 1914. október 1. – Budapest, 1960. március 1.) kétszeres Kossuth-díjas magyar színész, rendező, főiskolai tanár, érdemes és kiváló művész.

## Életpályája
A Margit körúti, majd a Rökk Szilárd utcai iskolába járt, gimnáziumi tanulmányait a Berzsenyi Dániel Reálgimnáziumban végezte. 1932-ben jelentkezett a Színművészeti Akadémiára, amit 1935-ben végzett el. A Magyar Színházhoz szerződött, később a Vígszínház tagja lett. 1935-ben beiratkozott a budapesti egyetem művészettörténeti szakára. Fél év után abbahagyta tanulmányait, mivel színházi elfoglaltságai miatt nem tudta tovább folytatni. 1938-ban a Független Színpad színésze lett, majd rendezője. Első rendezése 1939-ben Csokonai Vitéz Mihály: A méla Tempefői című vígjátékának rendezése volt. A Színészkamarától 1939-ben kapott működési engedélyt. Órakereskedőnél dolgozott, majd tisztségviselő és lektor volt a Nyugat Könyvkiadónál. 1939-től 1940-ig katonai szolgálatot teljesített. Kimenői alkalmával fellépett a Vigadóban rendezett irodalmi esteken. 1941-ben két hétre ismét behívták, majd 1942-ben ismét. Ekkor egészségi okok miatt leszerelték. 1944-ben ismét behívták, innen 1944. december 6-án megszökött, s a Velencei-tótól gyalog indult Budapestre. 1945. február 2-án érkezett a fővárosba. A Nemzeti Színház színésze, később segédrendezője, majd rendezője, 1950-től főrendezője lett. 1945-től óraadó tanárként tanított a Színház- és Filmművészeti Főiskolán, 1946-tól rendes tanára lett. 1948. január 1-jétől a színtanszak vezetőjévé nevezték ki. 1947-ben Párizsban járt egy ösztöndíj keretében.  1950 és 1960 között kiemelkednek a George Bernard Shaw-darabok rendezései (Szerelmi házasság, Tanner John házassága, Pygmalion), és nevéhez fűződik 1954-ben, az addig betiltott Az ember tragédiája színpadra állítása. Utolsó színpadi rendezése Csehov: Ványa bácsi című darabja volt. 1960. március 1-jén öngyilkosságot követett el.

### Magánélete
1950 nyarán feleségül vette Regéczy Margitot, aki rádió bemondónő volt. Két gyermekük született: Gellért Péter (1953), aki színházi rendező lett és Gellért Marcell (1956), aki az ELTE docense.

## Színpadi szerepei
- Csokonai Vitéz Mihály: A méla Tempefői... Tempefői
- Paul Géraldy: Ezüstlakodalom... Max

### Rendezései
| - William Shakespeare: Hamlet - Leonyid Rahmanov: Viharos alkonyat - Priestley: Veszélyes forduló - O’Neill: Vágy a szilfák alatt - George Bernard Shaw: Szerelmi házasság - Shaw: Tanner John házassága - Shaw: Pygmalion - Móricz Zsigmond: Úri muri - Makszim Gorkij: Vássza Zseleznova - Friedrich Schiller: Ármány és szerelem - Csehov: Ványa bácsi - Illyés Gyula: Fáklyaláng - Németh László: Galilei - Madách Imre: Az ember tragédiája - Illés Endre–Vas István: Trisztán | - Henrik Ibsen: Peer Gynt - Ben Jonson: Volpone - Mikszáth Kálmán: A Sipsirica - Bertolt Brecht: Jó embert keresünk - Gogol: A revizor - Illyés Gyula: Az ozorai példa - Gosztonyi János: Rembrandt - Mikszáth Kálmán: A Noszty fiú esete Tóth Marival - Csiky Gergely: Buborékok - Illyés Gyula: Dózsa György - Háy Gyula: Az élet hídja - Gorkij: Az anya - Pavlenko: Boldogság - Molière: Gömböc úr |

## Könyve
- Helyünk a deszkákon

## Díjai

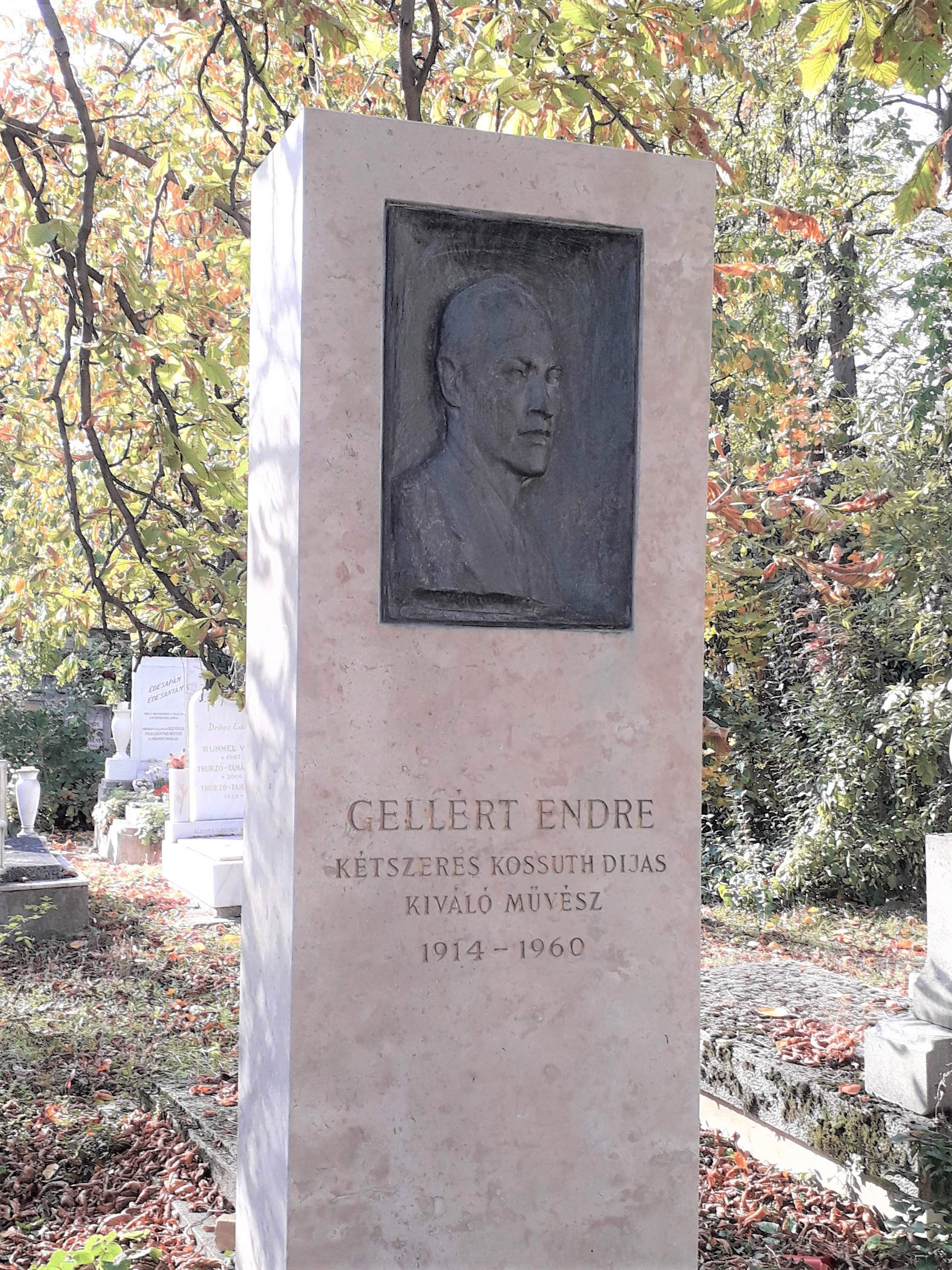
Gellért Endre sírja a Farkasréti temetőben. Pátzay Pál alkotása

- Farkas–Ratkó-díj (1947)
- Kossuth-díj (1950, 1953)
- Érdemes művész (1952)
- Kiváló művész (1954)